# Блюбау, Дуглас
Дуглас Морлан Блюбау (англ. Douglas Morlan Blubaugh; 31 декабря 1934, Понка-Сити, Оклахома, США — 16 мая 2011, Тонкава, Оклахома, США) — американский борец вольного стиля, олимпийский чемпион Игр в Риме (1960) во втором полусреднем весе, чемпион Панамериканских игр.

## Спортивная карьера
Родился в семье фермера. Борьбой начал заниматься в средней школе. Уже тогда к нему пришли первые успехи, которые были закреплены во время его обучения в Университете Оклахомы в Стиллуотере. Он выиграл несколько медалей на студенческих соревнованиях 1956 года, а в 1957 году стал победителем студенческого чемпионата США. В том же году он выигрывает национальное первенство Соединенных Штатов в полусреднем весе. Стал чемпионом Панамериканских игр (1959).
В 1960 году на Олимпийских играх в Риме убедительно выиграл золотую медаль, одержав победу в семи поединках, из которых в пяти победил на туше, ещё в одном в виду неявки соперника. Как и многих других американских спортсменов его не интересовало участие в чемпионатах мира, в конце 1960 года он фактически завершил свою карьеру в большом спорте, за которую он выиграл более 400 поединков при всего 17 поражениях.

Блюбау был новичком на международной арене, у него не было громких побед, однако предварительные поединки показали, что это — агрессивный, быстрый и сильный борец, для которого не существует авторитетов. На ковре он был максимально собран и стремился завершать схватки на туше.— 

## Тренерская карьера
Впоследствии Блюбау работал тренером в нескольких университетах, в 1972 году становится главным тренером Университета Индианы, был наставником сборной США по вольной борьбе.

## Интересные факты
- Родной брат Дугласа Джек Блюбау, также борец вольного стиля, в 1955 году выиграл Панамериканские игры в Мехико. Таким образом в 1959 году братья Блюбау стали первыми братьями, выигравшими борцовский турнир Панамериканских игр.
- На Олимпийских играх 1960 года Дуглас Блюбау по ходу турнира победил на туше известного иранского борца Имама Али Хабиби, впоследствии эмигрировавшего в США. В 1980 году в матче по борьбе в средней школе сыновья Блюбау и Хабиби соревновались за противоположные команды, хотя и не боролись друг с другом напрямую.

## Видео
- - сюжет о Дугласе Блюбау
- - Олимпийские игры 1960, вольная борьба, 73 кг: Дуглас Блюбау (США)-Имам Али Хабиби (Иран)